# Louis Erlo
Louis Erlo, pseudonimo di Louis Camerlo (Lione, 26 aprile 1929), è un regista teatrale francese.

## Biografia
Louis Jean-Marie Erlo fa esperienza di teatro presso Paul Camerlo, suo zio, a lungo direttore dell'Opéra national de Lyon, che gli affida in questo teatro la prima regia del Lohengrin (1952).
In seguito a Lione metterà in scena opere di numerosi autori, a partire da Monteverdi, Cavalli, Rameau, per arrivare a quelli contemporanei, incluse alcune prime rappresentazioni e toccando la maggior parte degli aspetti dei repertori francese, italiano e tedesco. 
Queste produzioni, d'una esigente precisione, innovatrici senza alcuna provocazione, rivestono un'importanza considerevole nell'evoluzione della scena lirica in Francia. Ha lavorato anche all'Opera di Parigi (Ifigenia in Tauride, 1965; Don Giovanni, 1981), a Buenos Aires (Carmen, 1961; Atlantida di Manuel de Falla, 1963), San Francisco, Venezia, Bruxelles, Francoforte, ecc.
Direttore dell'Opera di Lione a partire dal 1969 fino al 1973, porta questo teatro all'avanguardia nell'attività lirica francese per la programmazione, i metodi di lavoro, la ricerca di un nuovo pubblico.
Fonda nel 1973 l'Opéra-Studio de Paris per la formazione di giovani cantanti (fino al 1979). È stato direttore del Festival d'Aix-en-Provence dal 1982 al 1996.
| Controllo di autorità | VIAF (EN) 22335335 · ISNI (EN) 0000 0000 0303 0863 · LCCN (EN) no00008155 · GND (DE) 1105429709 · BNF (FR) cb13970168g (data) · J9U (EN, HE) 987007425203305171 |